# Martin Čechman
Martin Čechman (né le 20 octobre 1998 à Ostrov nad Ohří) est un coureur cycliste tchèque, spécialisé dans les disciplines de sprint sur piste.

## Palmarès

### Championnats du monde
| Édition / Épreuve    | Keirin | Vitesse individuelle | Vitesse par équipes |
| Aigle 2016 (juniors) | Argent |                      |                     |
| Apeldoorn 2018       |        | 21e                  | 7e                  |
| Berlin 2020          |        | 31e                  |                     |

### Coupe du monde
- 2017-2018
  - 3e de la vitesse par équipes à Milton

### Championnats d'Europe
| Édition / Épreuve          | Keirin | Vitesse individuelle | Vitesse par équipes                     |
| Montichiari 2016 (juniors) | Or     | Or                   |                                         |
| Aigle 2018 (espoirs)       | Bronze | Bronze               |                                         |
| Fiorenzuola 2020 (espoirs) |        | Or                   | Argent                                  |
| Plovdiv 2020               |        |                      | Argent (avec Bábek, Šťastný et Topinka) |
| Granges 2023               | 5e     | 14e                  | 7e                                      |

### Championnats nationaux
- 2016
  -  Champion de République tchèque du kilomètre juniors
  -  Champion de République tchèque du keirin juniors
  -  Champion de République tchèque de vitesse individuelle juniors
  -  Champion de République tchèque de vitesse par équipes juniors
- 2017
  -  Champion de République tchèque du keirin
  -  Champion de République tchèque de vitesse individuelle
- 2019
  -  Champion de République tchèque de vitesse par équipes
- 2020
  -  Champion de République tchèque du keirin
  -  Champion de République tchèque de vitesse par équipes
- 2021
  -  Champion de République tchèque de vitesse par équipes